# 荣维木
荣维木（1952年2月11日—2017年3月12日），男，祖籍山东宁津，生于北京。中国抗日战争史研究专家。中国社会科学院近代史研究所《抗日战争研究》杂志执行主编。

## 生平
1952年2月生于北京。祖籍山东省宁津县大柳镇大柳街，其父为史学家荣孟源。文化大革命期间曾在云南河口南溪农场工作，1973年7月回到北京，被分配至北京第二开关厂工作。1978年至1982年就读于北京师范学院政教系，获哲学学士学位。毕业后在北京工业大学一分校、中共中央党校党史教研部担任讲师。1991年调入中国社会科学院近代史研究所工作。
曾任中国社会科学院近代史研究所《抗日战争研究》执行主编；中国抗日战争史学会秘书长，中国口述史研究会副秘书长，中日共同历史研究中方委员会委员等职务。
因病医治无效，于2017年3月12日12时在北京医院逝世，享年65岁。

## 著作
独著有《炮火下的觉醒——卢沟桥事变》（1996年）、《中国人民解放军史话》（2000年）、《李宗仁大传》（2008年）等。合著有《日本侵华战争遗留问题和赔偿问题》、《日本教科书问题评析》（2002年）、《东亚三国的的近现代史》（2005年）、《抗日战争热点问题聚焦》等。代表性论文有《卢沟桥事变后宋哲元放弃“以攻为守”的原因》、《关于日军的编制及其译名》等。
《十年面壁图破壁——周恩来在土地革命战争时期的故事》被收入周恩来的故事丛书之三，中共党史出版社2004年出版。